# Бопо I фон Дюрн-Дилсберг
Бопо I фон Дюрн-Дилсберг (на немски: Boppo I von Durn, Graf von Dilsberg; Poppo I von Dürn; † между 25 юли 1276 и 22 ноември 1276) е благородник от род фон Дюрн, граф на Дилсберг, днес част от град Некаргемюнд на река Некар в Баден-Вюртемберг.
Той е син на Конрад I фон Дюрн († 1258) и съпругата му Мехтилд фон Лауфен (* пр. 1254; † 1276/1277), дъщеря на граф Попо IV фон Лауфен († 1212/1219), внучка на Попо III фон Лауфен и Аделхайд фон Фобург. Майка му е роднина на император Фридрих I Барбароса. Внук е на Улрих I фон Дюрн († сл. 1212) и съпругата му Лукардис († сл. 18 март 1222).
През 1251 г. баща му Конрад I фон Дюрн разделя собствеността си между синовете си: Бопо I получава графството Дилсберг, Рупрехт II († 1306)) територията ок. Форхтенберг, и Улрих III († 1308) територията ок. Вилденбург. След подялбата Бопо и Рупрехт вземат нов герб.
Бопо I фон Дюрн граф фон Дилсберг умира между 25 юли 1276 и 22 ноември 1276 г. Погребан е в манастир Зелигентал.
Фамилията фон Дюрн изчезва по мъжка линия през 1333 г. с внук му Албрехт († 15 август 1313), синът на Бопо II.

## Фамилия
Бопо I фон Дюрн-Дилсберг се жени пр. 9 май 1253 г. за Евфемия фон Ринек († сл. 1299), дъщеря на граф Лудвиг II фон Ринек, бургграф на Майнц († 1243) и Аделхайд фон Хенеберг († сл. 1253). Те имат два сина:
- Бопо II фон Дюрн-Дилсберг († 23 януари/12 май 1290), граф на Дилсберг, женен 1263 г. за Агнес фон Хоенлое († сл. 1314)
- Лудвиг фон Дюрн († 29 април 1300?)